# منقارخزنده
منقارخزنده (نام علمی: Rhynchosaurus) نام یک سرده از راسته رینکوسور است.